# Eichenbarleben
Eichenbarleben è una frazione del comune tedesco dell'Hohe Börde, nel land della Sassonia-Anhalt.
Fino al 31 dicembre 2009 ha costituito un comune autonomo assieme alla vicina frazione di Mammendorf.
È la città natale del politico Werner VIII von Alvensleben.

## Voci collegate
- Werner VIII von Alvensleben (1802-1877), politico prussiano
- Constantin von Alvensleben (1809-1892), generale prussiano